# Canton de Périgueux-2
Pour les articles homonymes, voir Canton de Périgueux (homonymie).
Le canton de Périgueux-2 est une circonscription électorale française, située dans le département de la Dordogne, en région Nouvelle-Aquitaine.

## Histoire
Le canton de Périgueux-2 est une création issue de la réforme de 2014 définie par le décret du 21 février 2014. Il entre en vigueur à l'occasion des élections départementales de mars 2015.

## Géographie
Ce canton est uniquement constitué d'une partie de la commune de Périgueux dans l'arrondissement de Périgueux. Il correspond aux quartiers de Saint-Georges, du Haut Périgueux, de la Gare/Saint-Martin (parties sud et est) et de Vésone (partie sud).

## Composition
| Nom                               | Code Insee | Intercommunalité      | Superficie (km2) | Population (dernière pop. légale)                | Densité (hab./km2) | Modifier                                    |
| --------------------------------- | ---------- | --------------------- | ---------------- | ------------------------------------------------ | ------------------ | ------------------------------------------- |
| Périgueux (bureau centralisateur) | 24322      | CA Le Grand Périgueux | 9,82             | Fraction : 14 048 (2022) Commune : 29 876 (2022) | 3 042              | modifier les données · modifier les données |
| Canton de Périgueux-2             | 2415       |                       |                  | 14 048 (2022)                                    |                    | modifier les données                        |

Le canton de Périgueux-2 est une fraction cantonale de la commune de Périgueux.
Il comprend la partie de cette commune « non incluse dans le canton de Périgueux-1 ».
Il reprend ainsi intégralement la fraction communale de l'ancien canton de Périgueux-Nord-Est à laquelle s'ajoute la partie orientale de l'ancien canton de Périgueux-Centre.

## Représentation
| Période élective | Période élective | Mandat | Mandat   | Identité         | Nuance | Nuance | Qualité |
| ---------------- | ---------------- | ------ | -------- | ---------------- | ------ | ------ | --- |
| 2015             | 2021             | 2015   | 2021     | Thierry Cipierre |        | UDI    | Adjoint au maire de Périgueux (2014-2020) Maire de Coulounieix-Chamiers depuis 2020 - Élu dans le canton de Coulounieix-Chamiers               |
| 2015             | 2021             | 2015   | 2021     | Joëlle Huth      |        | UDI    | Chirurgien ORL |
| 2021             | 2028             | 2021   | en cours | Paul Maso        |        | PS     | Agent territorial, adjoint au maire de Périgueux depuis 2020                                                                                   |
| 2021             | 2028             | 2021   | en cours | Mireille Volpato |        | PS     | Conseillère régionale, Périgueux, 8e vice-présidente chargée de la solidarité - enfance et famille, insertion et économie sociale et solidaire |

### Résultats détaillés

#### Élections de mars 2015
À l'issue du premier tour des élections départementales de 2015, deux binômes sont en ballottage : Thierry Cipierre et Joëlle Huth (UDI, 32,96 %) et Richard Bourgeois et Delphine Labails (PS, 27,53 %). Le taux de participation est de 55,57 % (4 682 votants sur 8 425 inscrits) contre 60,04 % au niveau départemental et 50,17 % au niveau national.
Au second tour, Thierry Cipierre et Joëlle Huth (UDI) sont élus avec 51,79 % des suffrages exprimés et un taux de participation de 54,72 % (2 143 voix pour 4 611 votants et 8 426 inscrits).

#### Élections de juin 2021
Le premier tour des élections départementales de 2021 est marqué par un très faible taux de participation (33,26 % au niveau national). Dans le canton de Périgueux-2, ce taux de participation est de 33,7 % (2 787 votants sur 8 271 inscrits) contre 40,86 % au niveau départemental. À l'issue de ce premier tour, deux binômes sont en ballottage : Paul Maso et Mireille Volpato (PS, 29,76 %) et Samuel Duval et Natacha Mayaud (Union au centre et à droite, 29,25 %).
Le second tour des élections est marqué une nouvelle fois par une abstention massive équivalente au premier tour. Les taux de participation sont de 34,3 % au niveau national, 41,41 % dans le département et 34,89 % dans le canton de Périgueux-2. Paul Maso et Mireille Volpato (PS) sont élus avec 53,96 % des suffrages exprimés (1 402 voix pour 2 885 votants et 8 269 inscrits),,.

## Démographie
En 2022, le canton comptait 14 048 habitants, en évolution de −0,8 % par rapport à 2016 (Dordogne : +0,37 %, France hors Mayotte : +2,11 %).
| 2013   | 2018   | 2022   |
| ------ | ------ | ------ |
| 14 262 | 14 363 | 14 048 |